# Мотал
Мотал — м'який розсольний сир бурдючного типу з козячого або овечого молока, який виготовляється в країнах Південного Кавказу.
У 2011 році цей сир потрапив до списку «Ковчег смаку», як один з автентичних сільськогосподарських і харчових продуктів, що знаходиться на межі зникнення.

## Виготовлення
Сир мотал виробляється в невеликих кількостях в Азербайджані і Вірменії в літню пору. При приготуванні в сирну масу додаються стебла і листя гірського чебрецю. Дозрівання триває протягом 3-4 місяців, під час яких сирна маса витримується в прохолодному місці в певним чином виготовлених бурдюках з козячої або баранячої шкіри. Під час витримки бурдюки перевертаються кожні 4-5 днів. Після витримки готові безформні сирні головки вагою 20-25 кілограмів ділять на більш дрібні частини вагою по 0,5-1 кілограму і упаковують в спеціальну тару.

## Опис
Сирні головки не мають певної форми, їх вага спочатку становить 20-25 кілограм, проте згодом вони діляться на дрібніші шматки вагою близько одного кілограма. Природна або штучна кірка на сирних головках відсутня. Сирна м'якоть білого або блідо-жовтого кольору має розсипчасту структуру з вкрапленнями спецій, також може містити невеликі грудочки сирної маси. Жирність сиру становить 35-40 %.
Сир має солонуватий, злегка гострий смак, а також яскраво виражений кисломолочний аромат. Споживається загорнутим в лаваш, добре поєднується з цибулею, часником і базиліком, а також із сухими червоними винами, зокрема з кахетинськими винами.